# Miguel Ángel Furones
Miguel Ángel furones  (Madrid, 5 de julio de 1949-Ibidem, 28 de abril de 2021), fue un creativo publicitario y escritor español. Fue director creativo mundial de Leo Burnett Worldwide, una red con 96 agencias de publicidad en 94 países. Fue presidente No Ejecutivo del Grupo Publicis Communications en España.

## Trayectoria profesional
Estudió Sociología en la Universidad Complutense de Madrid y Publicidad en el CENP. Empezó su carrera en España, como creativo en JWT. Al poco tiempo recibió una oferta en Contrapunto, y se cambió de agencia en 1978. Al cabo de dos años, y animado por la propia Contrapunto, decidió montar su propia agencia, Vitruvio-30, en Madrid. Diez años después de su fundación, Vitruvio se fusionó con la agencia multinacional americana Leo Burnett. Miguel Ángel fue nombrado presidente de Leo Burnett España y Portugal, y después director creativo de Leo Burnett Europa, Medio Oriente y África.[cita requerida]
La sucursal de Vitruvio Leo Burnett de Madrid fue nombrada Global Agency of the Year of Leo Burnett Worldwide tres veces en menos de seis años. Durante este periodo también ejerció como presidente de la Asociación Española de Agencias de Publicidad (AEAP), y fue presidente del jurado de los festivales de publicidad en San Sebastián, FIAP, Golden Drum y El Chupete.[cita requerida]
En 2001 fue nombrado Deputy Chief Creative Officer, y poco después director Creativo Mundial de Leo Burnett, sustituyendo a Michael Conrad. Fue el cuarto Chief Creative Officer Worldwide de la agencia desde que su fundador, Leo Burnett, la abriera en 1935. Entre sus responsabilidades estaba la de analizar cada trimestre más de mil anuncios de 2000 creativos de todo el mundo.[cita requerida] El 17 de diciembre de 2007 se anunció su retirada del mundo profesional, quedando como consultor para el nuevo presidente de la compañía. Tras un año de jubilación, volvió al mundo laboral, para fundar la agencia Ignitionk en Madrid.[cita requerida]
Fue presidente de la agencia de publicidad Publicis y Rafael Lorca, y director ejecutivo de la central de medios Zenith.
En enero de 2010 se puso al frente de Publicis Iberia, sustituyendo a José Manuel Pardo. Ocupa este puesto hasta diciembre de 2017, cuando pasa a un puesto honorífico dentro de la compañía.
Falleció en Madrid en abril de 2021 por complicaciones de la Covid 19.

## Trayectoria como escritor
A pesar de trabajar toda su vida en el mundo de la publicidad, su verdadera inclinación siempre fue escribir. Empezó con una obra sobre publicidad, El mundo de la publicidad, publicada por la editorial Salvat en 1980. Más adelante escribiría un libro de poemas llamado El color de las palabras, un libro de cuentos, Quince historias que vienen a cuento (Nuer Ediciones, 1999) y un ensayo sobre Internet llamado Tres mil años de Internet (2010). En 2012 publicó su primera novela El escritor de anuncios (Suma de Letras), que fue publicada en México y en varios países de Latinoamérica. Su segunda novela, Primera Clase, fue publicada en 2016 también en la misma editorial. Su tercera obra fue El té de Kunming (Plan B, de Penguin Random House).